# أحمد بك أبو الفتح
أحمد بك أبو الفتح (1866 - مارس 1949) فقيه مسلم وحقوقي مصري. ولد في بلدة الشهداء بالمنوفية. تخرج من مدرسة دار العلوم سنة 1891. عمل معلمًا في المدارس الأميرية. عيّن أستاذ الشريعة الإسلامية في كلية الحقوق سنة 1908 حتى تقاعد في 1930. يعد من رواد مدرسة الحقوق المصرية الحديثة بوضع كتابه عن المعاملات في الشريعة الإسلامية والقوانين المدنية المصرية، وكان وطنيًا وقد انتخب عضوًا بمجلس النواب. توفي في القاهرة عن 83 عامًا. هو والد آل أبي الفتح أصحاب جريدة «المصري»، أبرزهم محمود أبو الفتح.

## سيرته
ولد أحمد بك بن حسين أبي الفتح في بلدة الشهداء بالمنوفية بإيالة مصر العثمانية سنة 1303 هـ/ 1866 م ونشأ بها. تخرج من مدرسة دار العلوم سنة 1891 ثم التحق بوزارة المعارف، واشتغل بالتدريس في المدارس الأميرية ثم بالتفتيش.

عيّن أستاذًا للشريعة الإسلامية بكلية الحقوق بجامعة القاهرة سنة 1908، وأخذ عنه كثير من علماء عصره لأكثر من ثلاثين سنة. وفي سنة 1930 أحيل على التقاعد. وقد انتخب عضوًا بمجلس النواب. وصف بأنه كان «من كبار الكتاب والأدباء والعلماء الذين اشتغلوا بالعلم والأدب والفقه الإسلامي والتأليف فيه. وكان إلى جانب ذلك كريم الأخلاق حميد السجايا كثير الإحسان شديد العناية والتربية لأبنائه النجباء الذين...تعتز الصحافة بشخصيتهم الفذة، وكان كذلك ممن لهم قدم راسخة في الاهتمام بالقضية الوطنية المصرية.»

توفي في شهر جمادى الأولى 1368 / مارس 1949 بالقاهرة بالمملكة المصرية، ودفن في مقابر الغفير بالعباسية.

## حياته الشخصية
هو والد الصحفي محمود أبو الفتح (أغسطس 1893 - 15 أغسطس 1958)، وحسين، ومحمد، وأحمد أبو الفتح. 

تبرع بألفي جنية وقطعة أرض لإنشاء مجموعة صحية في بلدته، الشهداء.

## آثاره
من مؤلفاته :
- «المعاملات في الشريعة الإسلامية»
- «المعاملات في الشريعة والقوانين المصرية »
- «مختصر المعاملات»
- «المختارات الفتحية في أصول الفقه وتاريخ التشريع الإسلامي»
- «ملخص محاضرات الوقف»
- «الخلاصة في نظرية المرافقات»